# 孙鹤皋旧居
29°42′13.3″N 121°21′27.0″E / 29.703694°N 121.357500°E
孙鹤皋旧居位于浙江省宁波市奉化区萧王庙街道青云村，为原中国同盟会会员、商人孙鹤皋的故居。建筑占地面积419平方米，为西洋式建筑，呈平面“凹”字形，面阔三间深二间，设上下二层并有阁楼。屋顶为硬山顶，洋瓦屋面，青砖砌墙。建筑外设围墙，前有庭院，围墙东南角开门，西侧设便门，2013年4月21日公布为奉化市文物保护单位。